# Ty Dolla Sign
Тајрон Вилијам Грифин Млађи (енгл. Tyrone William Griffin Jr.; Лос Анђелес, 13. април 1982), познат као Ty Dolla Sign (транскр.  Тај Дола Сајн; стилизовано Ty Dolla $ign или Ty$), амерички је певач, текстописац и музички продуцент. Објавио је три студијска албума: Free TC (2015), Beach House 3 (2017) и Featuring Ty Dolla Sign (2020).

## Биографија
Рођен је 13. априла 1982. у Лос Анђелесу. Син је Тајрона Грифина, члана музичке групе Lakeside. Изјавио је да је преко очеве групе упознао музичаре као што су Earth, Wind & Fire и Принс, као и да се заинтересовао за соул музику. Био је члан банде Bloods, док му је брат био члан ривалске банде Crips.

## Дискографија
Студијски албуми
- (2015)
- (2017)
- (2020)

Заједнички албуми
- (и Jeremih као MihTy) (2018)
- (и Dvsn) (2021)
- (и Канје Вест као ¥$) (2024)